# Les Moments littéraires
Les Moments Littéraires est une revue française de littérature créée en 1999 par Gilbert Moreau.
Attachée depuis son origine à promouvoir la « littérature du je », la revue publie, deux fois par an, des documents inédits : journaux intimes, carnets, correspondances, récits autobiographiques, autofiction…
Au fil des sommaires, on découvrira aussi bien des textes inédits d’auteurs dont certains sont reconnus (Simone de Beauvoir, Marcel Jouhandeau, John Giorno, Allen Ginsberg, Jean Giono...) que des documents retrouvés par des descendants dans les archives familiales.
Avec le numéro 6 a débuté une série de dossiers consacrés à des auteurs dont l’œuvre fait une place particulière à l’écrit intime. Ils comportent un entretien, un texte inédit de l’auteur ainsi qu’un portrait de l’auteur par un ami ou un proche. Parmi les dossiers réalisés, on peut citer ceux consacrés à Annie Ernaux, Gabriel Matzneff, J.-B. Pontalis, Charles Juliet, Jocelyne François, Serge Doubrovsky, Elias Sanbar, Paul Nizon, Emmanuel Carrère…
En 2009, le couturier Christian Lacroix a réalisé la couverture du no 20.
En 2013, Sempé a illustré la couverture du no 30
En 2019, la revue Les Moments littéraires crée, en partenariat avec la Fondation Clarens, le « Prix Clarens du journal intime ». 